# 성우제 (장기 기사)
성우제(成愚濟, 1950년 11월 7일 ~ )는 대한민국 프로 장기 기사이다. 1988년에 프로 初단이었을 당시, 제6회 KBS 신춘 장기 최고수전 결승전에서 이남춘 九단을 이기고 우승을 차지 하였는데, 그 영향으로 장기계의 "시라소니"라는 별명이 붙었었다.

## 약력
경상남도 마산 출신이다.
- 1987년 프로 입단
- 1988년 제6회 KBS 신춘 장기 최고수전 우승
- 1991년 제2회 장기왕좌전 (명인전) 준우승
- 2001년 제1회 KBS 장기왕전 준우승
- 2003년 대한홍삼배 엠게임 프로리그 통합전 준우승
- 2004년 햇터배 한국장기 프로리그 서울지회A팀 3위
- 2005년 제3회 제주도지사배 전문기사부 준우승
- 2006년 임금님매트배 장기 천하전 준우승